# Medgift (film)
Medgift (russisk: Бесприданница) er en sovjetisk film fra 1936 af Jakov Protasanov.

## Medvirkende
- Olga Pyzjova - Kharita Ogudalova
- Nina Alisova - Larisa Ogudalova
- Anatolij Ktorov - Sergej Paratov
- Mikhail Klimov - Mokej Knurov
- Boris Tenin - Vasilij Vozjevatov